# Bellver del Penedès
Bellver del Penedès és una localitat del municipi de Vilobí del Penedès, a la comarca de l'Alt Penedès. És el nucli més poblat del terme. Es troba al nord del poble de Vilobí.